# Ibrahim Shams
Ibrahim Shams (àrab: إبراهيم شمس, Ibrāhīm Xams) (Alexandria, 16 de gener de 1917 - 16 de gener de 2001) fou un aixecador egipci que va competir durant les dècades de 1930, 1940 i 1950.
El 1936 va prendre part en els Jocs Olímpics de Berlín, on guanyà la medalla de bronze en la competició del pes ploma del programa d'halterofília. Vuit anys més tard, a Londres guanyà la medalla d'or en la categoria del pes lleuger del programa d'halterofília.
En el seu palmarès també destaquen dues medalles d'or al Campionat del Món d'halterofília, el 1949 i 1951 en el pes lleuger, i sis rècords del món.